# Octave Garnier
Octave Garnier fue un anarquista francés que en la segunda década del siglo XX fue parte de la banda de Jules Bonnot, una organización anarquista ilegalista que actuó en una serie de acciones violentas contra las elites francesas entre los años 1911 y 1913.

## Vida
Nació en las afueras de París en la Navidad de 1889, trabajó como carnicero y panadero desde edad temprana. Su primer robo fue a los 13 años cayó en prisión por primera vez a los 17. Posteriormente, Garnier escribió: "la cárcel me hizo aún más rebelde".
Una vez libre se interesó en el sindicalismo y en la política revolucionaria, pero desilusionado, se volcó al anarquismo. Viajó a Bélgica para evadir el servicio militar, y se hizo práctico en asaltos y aprendió las artes de la falsificación. En abril de 1911, Garnier y su socio Marie Vuillemin se trasladaron a Romainville a vivir con los futuros miembros de la banda Raymond Callemin, Jean De Boë, y Édouard Carouy así como con Victor Kibalchich, en ese entonces editor de l'Anarchie. Dentro de ese grupo las simpatías ídeológicas de Garnier se volcaron rápidamente hacia el ilegalismo, una forma radical de individualismo anarquista profundamente influenciada por el filósofo alemán Max Stirner. Al igual que los otros en la comuna de Romainville, Garnier adoptó una "dieta científica" absteniéndose de consumir sal, alcohol y carne, inclinándose al consumo de verduras y arroz integral, bebiendo solamente agua.
Escindiéndose ideológicamente de l'Anarchie, Garnier y Vuillemin se mudaron a París y comenzaron a trabajar como peones, participando en huelgas en Chars, Marin, y Cergy. Continuó sus actividades delictivas sin demasiado éxito y junto a Callemin, comenzó a planear la conformación de un grupo expropiador anarquista, que sería conocido en la prensa como la Banda Bonnot.

## Muerte en Nogent-sur-Marne
El 4 de mayo de 1912 Garnier y René Valet fueron abatidos en un tiroteo con las autoridades francesas, en su refugio de Nogent-sur-Marne. Armados con pistolas 9 mm Browning semiautomáticas y dos fusiles Mauser, los perseguidos se enfrentaron a 50 detectives y 650 policías y agentes de seguridad. Luego de seis horas de resistencia, Valet y Garnier quemaron sus 10 000 francos robados y continuaron resistiendo el ataque de las autoridades.
A la medianoche, habiendo fracasado en todos los intentos de doblegar a ambos anarquistas, la policía logró plantar un kilo y medio de melanita en la casa. La explosión derrumbó la estructura dejando a sus ocupantes inconscientes; el indefenso Garnier fue asesinado por la policía con un disparo de 9mm. en la sien. Ambos fueron enterrados en fosas anónimas.
Unas memorias redactadas por Garnier fueron encontradas por la policía junto a su cuerpo. En ellas se explicaban sus actividades delictivas, concluyendo: "es por todas estas razones que me rebelé, porque no quería vivir esta vida al día, porque no quería esperar y quizás morir antes de alcanzarlo, que me defendí de mis opresores con todos los medios de los que disponía..."